# Vinterkläder

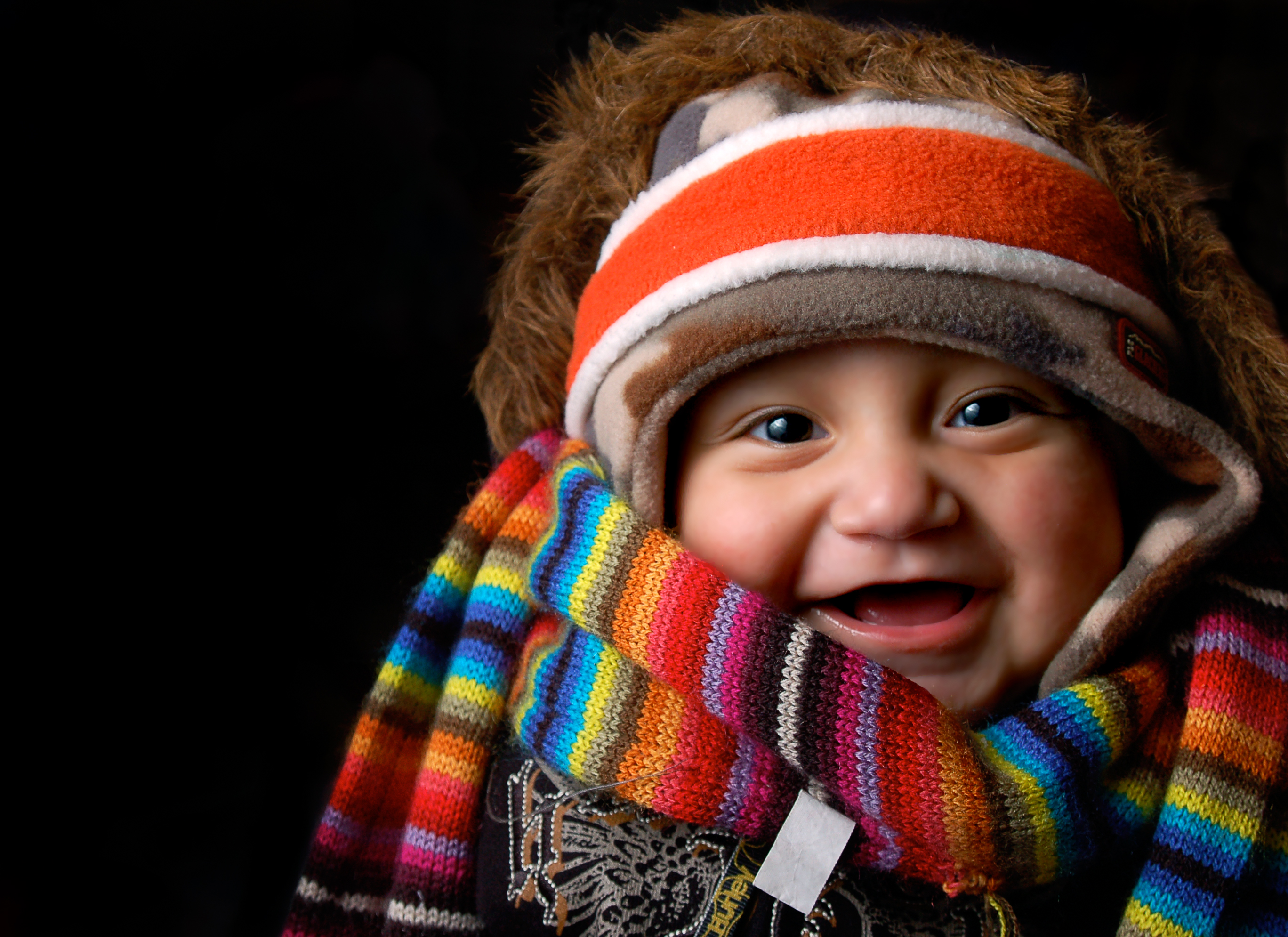

Vinterkläder är kläder som är anpassade till kyla, vind och väta, och framför allt används på vintern. Med begreppet avses i regel de särskilda ytterplagg som används vintertid och vanliga sådana vinterkläder är överrock, jacka, vinteroverall, termobyxor, galonbyxor, mössa, vantar och halsduk. Även varma kläder som inte är ytterplagg kan dock ibland omnämnas som vinterkläder, till exempel varma tröjor och koftor, långkalsonger, underställ och raggsockor.